# Cimbasso
Cimbasso è la denominazione usata familiarmente nella seconda metà dell'Ottocento per indicare uno strumento musicale, appartenente alla categoria degli aerofoni, in origine una sorta di ibrido tra un trombone basso e una tuba, ma la descrizione tecnica talvolta non è precisa. Per alcuni è una sorta di trombone contrabbasso a valvole, dato il suono abbastanza diretto pur facendo note basse. Molto spesso è intonato in Fa, come una tuba in Fa o un trombone contrabbasso in Fa, altre volte in Si♭. Ha il suono più "diretto" rispetto a quello più "diffuso" tipico della tuba. 
Esso viene più comunemente usato nelle opere di Giuseppe Verdi, in sostituzione della tuba che il compositore emiliano non voleva adoperare, e Giacomo Puccini. 
In aggiunta alle orchestre d'opera, il cimbasso può essere comunemente ascoltato anche nelle colonne sonore del cinema.
Il più importante studio dedicato allo strumento è di Renato Meucci, Il cimbasso e gli strumenti affini nell'Ottocento italiano in Studi verdiani, Vol. 5 (1988-1989), pp. 109-162.